# Black Law
Der Black Law ist ein 538 Meter hoher Hügel der Moorfoot Hills, einer Hügelkette in der schottischen Council Area Scottish Borders. Er liegt nahe dem Südwestrand dieser Hügelkette.

## Beschreibung
Der Black Law erhebt sich jeweils rund sechs Kilometer östlich von Peebles und nordwestlich von Innerleithen. Seine Kuppe ist nur etwa 800 Meter von der des östlichen Nachbarn Clog Knowe entfernt. Der Glentress Forest, eines der frühesten Wiederaufforstungsprojekte in Schottland, umfasst auch die Süd- und Westhänge des Black Law. Der Wald wurde etwa bis zu dessen Kuppe geführt. Auf der Kuppe befindet sich ein Triangulationspunkt.

## Umgebung
Den Black Law umgeben der Totto Hill im Norden, die Dunslair Heights im Nordwesten, der Clog Knowe im Südosten, der Dod Hill im Osten und der Whitehope Law im Nordosten. Entlang seines Nordosthangs verläuft das Leithen Water. An den Süd- und Westhängen entspringende Bäche münden bei Cardrona in den Tweed. Die am Nordhang entspringenden Bäche entwässern über das Leithen Water in den Tweed.